# Korołazy
Korołazy (Climacteridae) – rodzina ptaków z podrzędu śpiewających (Oscines) w obrębie rzędu wróblowych (Passeriformes). 

## Zasięg występowania
Rodzina obejmuje 7 gatunków małych ptaków występujących wyłącznie w Australii i na Nowej Gwinei.

## Charakterystyka
Podobnie jak europejskie pełzacze, korołazy polują na owady i inne bezkręgowce ukryte w korze drzew. Niektóre gatunki polują na ziemi, szukając ofiar pod opadłymi liśćmi i na butwiejących pniach.

## Systematyka
Do rodziny zaliczane są następujące rodzaje:
- Cormobates Mathews, 1922
- Climacteris Temminck, 1820